# Neuhausen am Rheinfall
Neuhausen er en by i Kanton Schaffhausen i Schweiz på grænsen til Tyskland.
Ved Neuhausen nær Schaffhausen ligger vandfaldet Rheinfall.